# 喇叭唇石斛
喇叭唇石斛（学名：Dendrobium lituiflorum），为兰科石斛属下的一个植物种。